# Метелики та ящірка
«Метелики та ящерка» — невеликий за розмірами лісовий натюрморт Отто Марсеуса ван Скрика; створений у 1671 році; зберігається в Харківському художньому музеї.

## Натюрморти ван Скрика
Ранні роки Отто Марсеуса залишилися невідомими для дослідників. Достовірні відомості почалися з років його перебування у Італії. Він був членом художнього товариства «Перелітні птахи», де гуртувалися художники з північних та протестантських країн Західної Європи. Вже в той період він відрізнявся від решти власною зацікавленістю у світі тварин. Але це були не коні чи вівці, котрих так полюбляли пересічні особи, а жабки, ящірки, метелики, равлики, змії. Це викликало перестороги, здивування навіть в середовищі колег, бо Отто Марсеус піклувався про них і навіть намагався утримувати. Утримання плазунів мало і прагматичне призначення. Адже Отто Марсеус працював у жанрі «лісовий натюрморт», котрий сам же і започаткував. Аби збагатити змістовний бік власних картин, він додавав зображення диких рослин з луків, полів, лісових кутків, до котрих з повагою ставились хіба що дивакуваті ботаніки та ентузіасти. Це були зовсім не екзотичні рослини садів бароко, яскраві, пишні або екзотичні, а майже непомітні бур'яни та мхи. Створював він в квіткові натюрморти, але серед його картин головували лісові натюрморти.
Натяками на скороминущість життя і людей, і тварин, і людей було включення в картини черепів тварин та сценок поїдання тварин зміями.
Відомо, що брат Отто, Еверт Марсеус ван Скрик (бл. 1614—1681) був художником-пейзажистом.

## Опис твору
Невеликий за розмірами лісовий натюрморт Отто Марсеуса ван Скрика в Харківському художньому музеї має всі типові ознаки його робіт. Подано лісовий куточок, де своїм буденним життям живуть звичні для голландців метелики. Тривожну ноту в буденну сценку вносить лише полювання ящірки на метеликів. Подібні полотна швидко отримали власних шанувальників як в Голландії, так і за її межами. Свідоцтвом цього є ще одна картина невідомого митця з Німеччини 17 сторіччя «Лісовий натюрморт», де є і ящірка, і будяк, і метелик. Хоча у німецького художника нема тривожних ноток полювання, а є побутова замальовка з грибами, ящірками, пташиним гніздом тощо.

## Галерея творів Отто Марсеуса

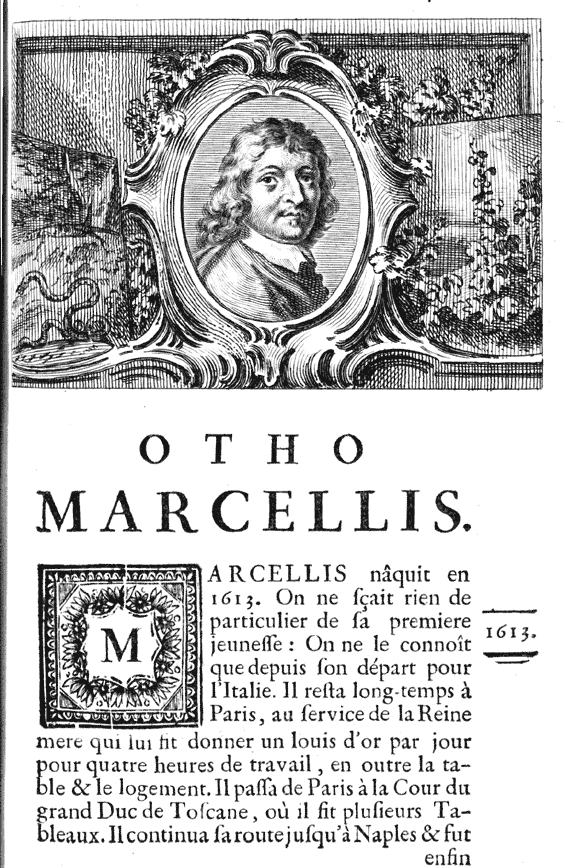
Портрет Отто Марсеуса
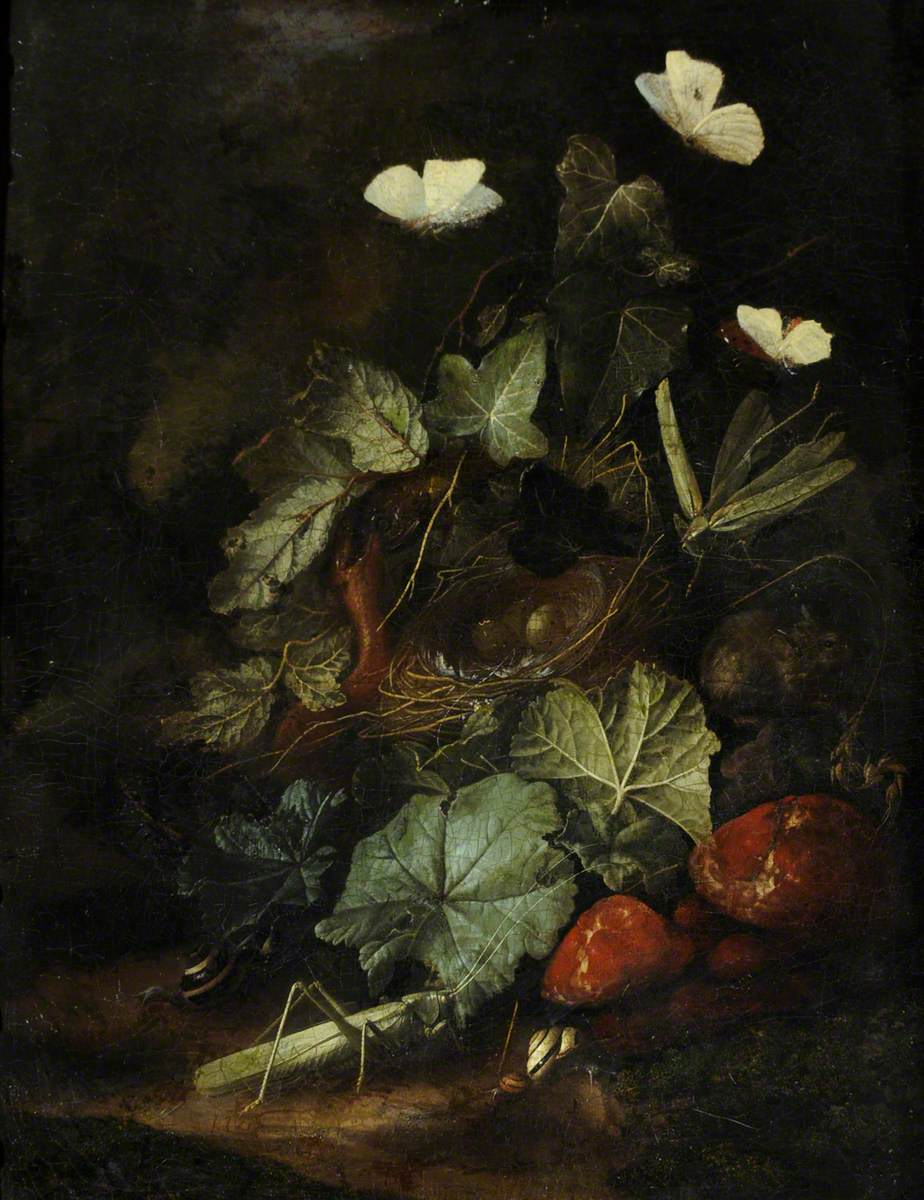
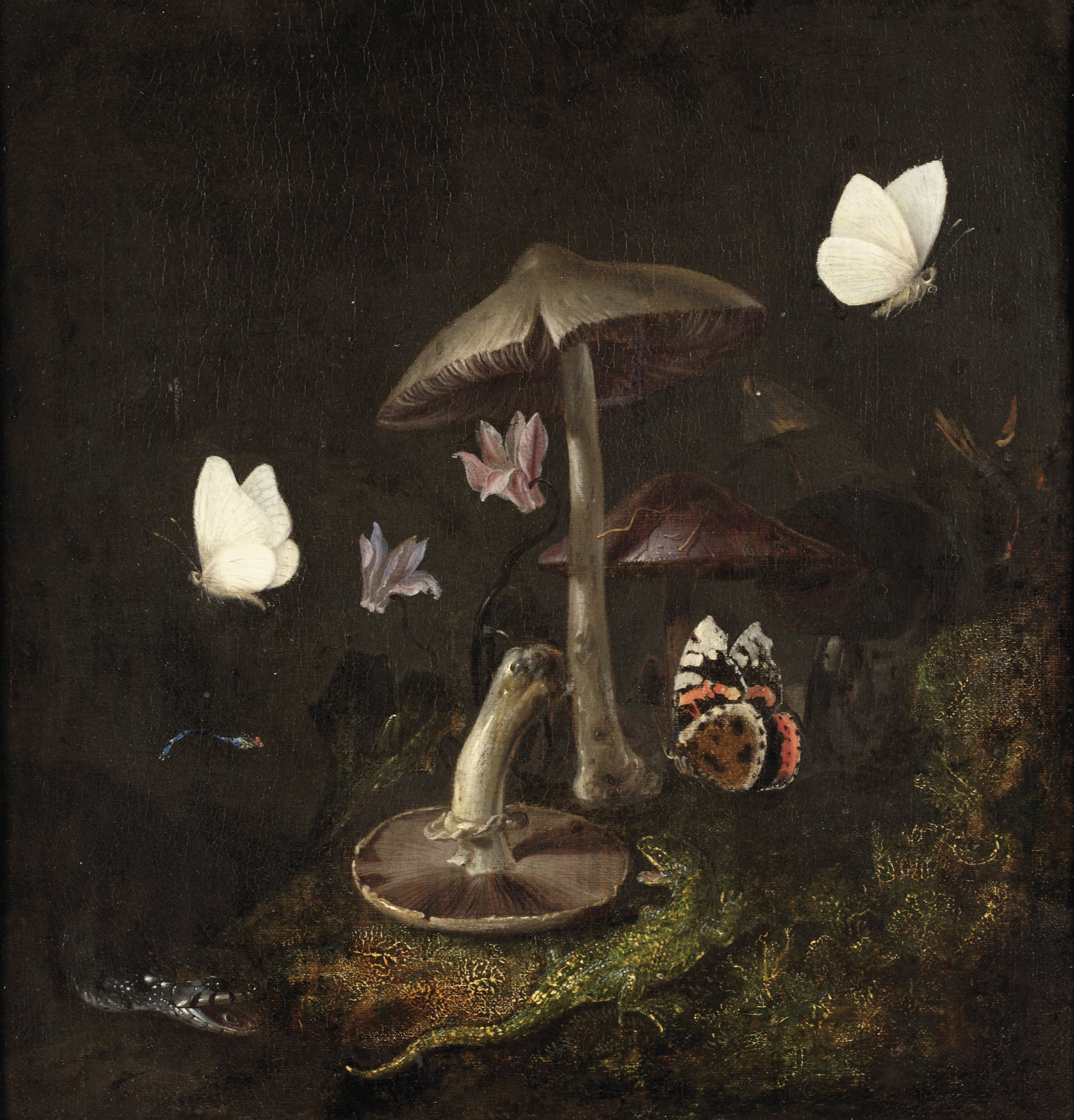
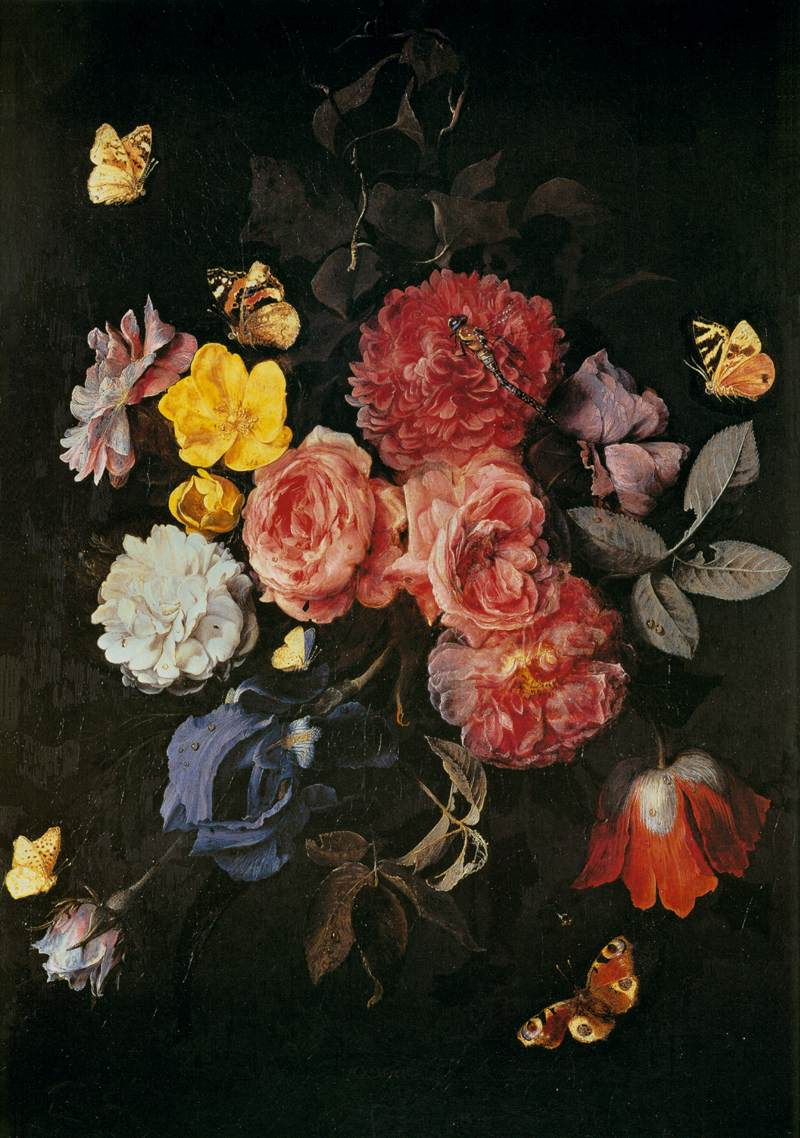